# Man (eiland)

Het eiland Man (Engels: Isle of Man of Mann, Manx: Ellan Vannin of Mannin) is een eiland in de Ierse Zee. Het is net als de Kanaaleilanden een Brits Kroonbezit en daarmee geen onderdeel van het Verenigd Koninkrijk (al wordt het daar vaak mee geassocieerd). Het staatshoofd is de Britse koning Charles III, die de titel Lord of Mann voert. De staatsvorm is een constitutionele democratie.

## Etymologie
De naam van het eiland is mogelijkerwijs afgeleid van de naam van de Keltische god van de zee, Manannán mac Lir. Het bijvoeglijk naamwoord is Manx en dat is dus de benaming voor de inwoners van het eiland, van de taal en ook van de staartloze katten van het eiland.

## Taal
Het Manx, een dialect van de Gaelische talen, is de enige Keltische taal die vaag het alfabet en de spellingsregels van het Engels volgt; dit komt doordat de taal in de vroege zeventiende eeuw door Engelstaligen voor het eerst werd gedocumenteerd. De spelling wijkt daardoor sterk af van de spelling van het Iers- en Schots-Gaelisch.
Halverwege de negentiende eeuw werd het duidelijk dat het Manx ging uitsterven. Een actiegroep voor de studie en bevordering van de taal werd opgericht onder de naam Yn Çheshaght Ghailckagh. De laatste oorspronkelijke moedertaalspreker was Ned Maddrell, die in 1974 overleed. Thans wordt getracht de taal nieuw leven in te blazen. De taal wordt, als cultureel erfgoed, op school onderwezen, een beslissing die er kwam na druk van Alan Heusaff, voorzitter van de Keltische Liga. Er zijn geluidsopnamen van Maddrell en van een aantal anderen van die laatste sprekers, die gebruikt werden voor het samenstellen van cursussen. Zo'n twee procent van de bevolking is de taal nu machtig.

## Katten
Een opvallend verschijnsel op het eiland is dat de huiskattenpopulatie grotendeels staartloos of stompstaartig is, en dat al sinds eeuwen. Dit natuurlijke kattenras is genoemd naar het eiland: Manx.

## Geschiedenis
De eerste menselijke sporen stammen uit het Mesolithicum, rond 6500 vC. De eerste bewoners van het eiland leefden als jagers in kleine, natuurlijke grotten. Ook hadden zij sommige gereedschappen, gemaakt van steen. Gedurende de nieuwe steentijd gingen zij over op een boerenbestaan. Uit deze tijd stammen enkele megalithische monumenten op het eiland.

### Middeleeuwen
Man werd in de vijfde eeuw gekoloniseerd door voornamelijk Ierse Kelten, maar in later tijden trokken er ook Kelten vanuit Schotland naar het eiland toe. De langdurige invloed van het Ierse christendom blijkt uit de aanwezigheid van een Ierse round tower van eind tiende eeuw op St Patrick's Isle op het domein van het Kasteel van Peel. In de negende eeuw was Man in handen van de Noormannen, die er een belangrijke uitvalsbasis voor hun schepen van maakten en zich er snel vestigden en mengden met de lokale bevolking. Naar Noors voorbeeld werd er in 979 een parlement ingesteld, de Tynwald, dat nog steeds bestaat en jaarlijks bijeenkomt. De regering van Man stelt hiermee het 'oudste ononderbroken democratische parlement ter wereld' te hebben, een eer die gedeeld wordt met IJsland waar tezelfdertijd door Noormannen een dergelijk systeem werd opgezet. Tot 1265 vormde Man met de Hebriden een eigen koninkrijk, dat onderworpen was aan de Noorse Kroon. Na afloop van de Schots-Noorse Oorlog viel het tot 1346 onder Schotse soevereiniteit en vervolgens onder de Engelse. De koning van Engeland is echter slechts de Lord of Man en laat zich op het eiland vertegenwoordigen door een gouverneur.

### Eerste en Tweede Wereldoorlog
Op het eiland Man hield de Britse regering gedurende de Eerste en de Tweede Wereldoorlog meerdere duizenden burgers gevangen in interneringskampen.

## Geografie
Het eiland is 572 km² groot. Het ligt niet ver buiten de Solway Firth, een firth op de grens van Schotland en Engeland. Engeland, Ierland, Schotland en Wales bevinden zich op ongeveer gelijke afstanden. Op Man wonen 90.499 (2020) mensen, voornamelijk in de steden aan de kust. De hoofdstad en grootste stad van het eiland is Douglas. Andere steden zijn Ramsey, Peel, Castletown en Port Erin.
Op Man heerst een gematigd zeeklimaat met een zacht karakter door de beschutte ligging. Door de zachte winters kunnen er, ondanks de vrij noordelijke ligging, palmen groeien aan de zuidkust.
Het hoogste punt is Snaefell (621 m).

## Bestuur
Man maakt geen deel uit van het Verenigd Koninkrijk en heeft dan ook nooit deel uitgemaakt van de Europese Unie. De Britse regering behartigt overigens wel de buitenlandse betrekkingen en defensie, en heeft invloed op de wetgeving. Het eiland heeft zijn eigen rechtswezen en sociale voorzieningen. Ook zijn er een eigen belastingstelsel, postzegels en munt. Administratief is het eiland verdeeld in verschillende districten en parishes.

### Bestuurlijke indeling
Man is voor het lokaal bestuur ingedeeld in districten met een eigen lokaal bestuur.

## Economie
Op het vlak van BBP zijn de verzekeringssector (17%) en de sector van online gokken en eGaming (17%) de twee grootste sectoren van de economie, gevolgd door de ICT-sector (9%) en de banksector (9%). Deze sectoren profiteren van de status van het eiland als belastingparadijs. Man heeft geen vermogensbelasting, vermogenswinstbelasting, erfbelasting of leges. De hoogste schaal qua inkomstenbelasting ligt dan weer op 20%, met een standaardtarief van 10% – veel lager dan elders in Europa. Grote bedrijven in de retail business betalen 10% belasting, de meeste andere bedrijven helemaal niets. Vanwege het gunstige belastingstelsel zijn er veel brievenbusfirma's op het eiland gevestigd. 6,8 miljoen documenten van de Paradise Papers waren afkomstig van advocatenkantoor Appleby dat is gevestigd op het eiland Man.

## Infrastructuur
Man heeft een goede infrastructuur: het wegennet is uitgebreid en er is een luchthaven, de Isle of Man Airport. Er worden veerdiensten onderhouden op Engeland en Ierland. Modern railvervoer is er echter nooit gekomen; wat dat betreft is de tijd er blijven stilstaan rond het jaar 1900. Het eiland bezit daardoor een uitgebreid historisch netwerk, dat vooral in het hoogseizoen rijdt. Het bestaat uit één lijn met stoomtreinen, twee elektrische tramlijnen en een paardentram. En dan zijn er ook nog miniatuur-treinen. De stoomspoorwegonderneming, de Isle of Man Steam Railway, bestaat sinds 1873 en rijdt met historisch materieel over een smalspoor van 25 kilometer lengte van Port Erin naar Douglas. Dit is de enige "grote" spoorweg die over is. Tot 1968 waren er meer lijnen. In Port Erin bevindt zich het Railway Museum (spoorwegmuseum), waar de geschiedenis van de stoomtreinen op Man valt na te gaan.
In Douglas is er een paardentram op 914 mm-spoor die in de zomer een traject van drie kilometer over de strandpromenade rijdt. Deze dienst wordt gereden met een stal van veertig paarden, die afwisselend elke dag slechts enkele ritten maken, zodat dit historische openbaar vervoer op een diervriendelijke manier in stand gehouden kan worden. Het is de oudste paardentram in Groot-Brittannië en de enige die nooit permanent opgeheven is in de wereld.  
De trams van de Manx Electric Railway onderhouden sinds 1893 met historisch materieel de verbindingen langs de oostkust van het eiland tussen Douglas en Ramsey, met een smalspoorverbinding van 30 kilometer lengte. De tramlijn eindigt aan de noordkant van Douglas, en de stoomtrein aan de zuidkant. De paardentram rijdt gedeeltelijk tussen die twee in, maar komt niet bij het treinstation. Vanuit Laxey kan men met de Snaefell Mountain Railway sinds 1895 een reis van 8 kilometer maken naar de top van de hoogste berg van het eiland, de Snaefell. De spoorbreedte is 1067 mm.  Beide tramlijnen hebben uitsluitend materieel dat nergens anders voorkomt, en ook de alleroudste uit de beginjaren zijn nog rijvaardig. Te Laxey komen beide lijnen samen. 
Het moderne openbaar vervoer wordt met bussen verzorgd, maar de historische lijnen horen wel bij het vervoerbedrijf van het eiland. De spoorbreedte van de Manx Electric en de stoomspoorweg is 914 mm. Het is derhalve mogelijk om materieel uit te wisselen, en bij bijzondere gelegenheden gebeurt dat ook. Zo heeft er wel eens een stoomlocomotief op de elektrische tramlijn gereden. 
Te Laxey is er nog een spoorlijn, maar die heeft maar 483 mm spoorbreedte. Dit is een oude mijnspoorweg, die onder de Manx Electric door gaat. In de buurt van Onchan is er ten slotte nog de Groudle Glen Railway (610 mm).

## Sport

### Voetbal
Op het eiland wordt veel gevoetbald. Het eiland heeft dus ook zijn eigen voetballeague, de Isle of Man Football League, bestaande uit 2 divisies, waarin 26 clubs spelen. De meeste voetbalclubs komen uit Douglas. Man heeft ook een eigen voetbalteam dat niet aangesloten is bij de FIFA en UEFA.

### Rugby
Door de ligging van Man, tussen belangrijke rugbylanden als Engeland, Schotland, Wales en Ierland in, wordt er op het eiland al sinds het midden van de negentiende eeuw rugby gespeeld. Op scholen als King Williams's College, Castle Rushen High School en Ramsey Grammer School is rugby een van de belangrijkste sporten.
Man heeft een nationale competitie, Shimmin Wilson Manx-competitie genaamd, en een nationaal bekertoernooi, de Dorchester Maritime Manx Cup. Enkele van de grotere clubs hebben echter ook teams die uitkomen in de Engelse competities. In Londen is er, vergelijkbaar met de London Welsh, London Irish en London Scottish, ook een London Manx-team met voornamelijk rugbyspelers van Man. Man heeft geen nationaal rugbyteam.

### Races

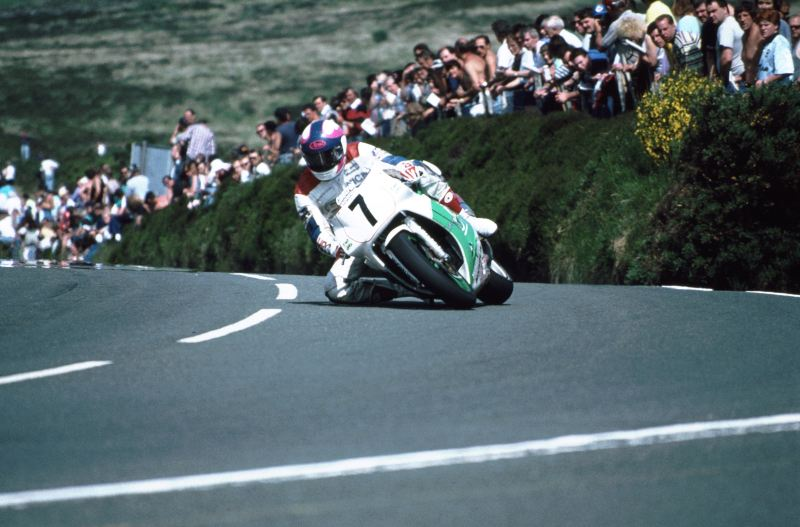
Nick Jefferies tijdens de TT-race op Man

Op de straten van het eiland worden jaarlijks drie motorraces georganiseerd: de Isle of Man TT, de Manx Grand Prix op de Snaefell Mountain Course en de Southern 100 op het zuidelijker gelegen Billown Circuit. Dit zijn allemaal stratencircuits. Door de lengte van de Snaefell Mountain Course (60,7 km of 37,73 mijl) en het feit dat de straten omzoomd worden door vele obstakels (bomen, huizen en muren) komen (fatale) ongevallen vaak voor. In de loop van de jaren zijn er dan ook vele coureurs om het leven gekomen. Toch zijn de races nog steeds erg populair, mede omdat het circuit een van de weinige en vooral een van de uitdagendste overgebleven stratencircuits is. De Isle of Man TT wordt al vanaf 1907 georganiseerd en had vanaf 1949 de WK-status. Vanwege de vele dodelijke ongelukken werd de WK-status in 1976 ingetrokken, maar de race op zich wordt wel elk jaar gehouden. Ook worden er jaarlijks een aantal autorally's georganiseerd op het circuit. Op het eiland gold overigens lange tijd geen maximumsnelheid voor het verkeer. Thans is er binnen de bebouwde kom een limiet van 30 mijl per uur (48 km/u) ingesteld, maar buiten de bebouwde kom is er (nog) geen snelheidslimiet.

## Vlag
De vlag van Man bestaat uit een rode ondergrond waarop een vorm staat van 3 benen zonder lijf die aan elkaar vastzitten; dit symbool van het eiland is gebaseerd op het wapen van de laatste Noorse koning van Man, Magnus III.
Het symbool vindt zijn oorsprong in een zonnesymbool uit de vroege Keltische cultuur.

## Afkomstig van Man
- Fletcher Christian (1764-1793), muiter
- Barry Gibb (1946), muzikant
- Allan Bell (1947), politicus
- Mel Collins (1947), musicus
- Robin Gibb (1949-2012), muzikant
- Maurice Gibb (1949-2003), muzikant
- Mark Cavendish (1985), wielrenner
- Peter Kennaugh (1989), wielrenner
- Kieran Tierney (1997), voetballer
- Becky Storrie (1998), wielrenster
- Joe Locke (2003), acteur

## Trivia
- Voormalig BBC-presentator Jeremy Clarkson van Top Gear heeft er een huis.
- De Nederlandse speelfilm Mysteries uit 1978 met in de hoofdrollen Rutger Hauer en Sylvia Kristel werd opgenomen op het eiland.
- The Isle of Man was een terugkerend element in The Fast Show; en het was de titel van de tweede aflevering (1994).
- Er was ooit een autofabrikant gevestigd op het eiland, Peel, maar ook twee motorfabrikanten: Aurora in Douglas en Peters in Ramsey.
- Het bedrijf Canonical Ltd., de ontwikkelaar van Ubuntu, is er gevestigd.
- De grootste online pokersite ter wereld is gevestigd op het eiland: PokerStars.
- Er is nog een klein, onbewoond eiland met de naam 'Man'. Dit maakt onderdeel uit van de Nicobaren.
- Volgens een oude legende is het eiland Man ontstaan doordat de Ierse reus Fionn mac Cumhaill een groot stuk land pakte en het wilde gooien naar een Schotse reus. Het kwam echter terecht in de Ierse Zee en vormde zodoende het eiland. Op de plek waar het oorspronkelijke land lag is later in het huidige Noord-Ierland het meer Lough Neagh ontstaan.